# Giorgio Armani

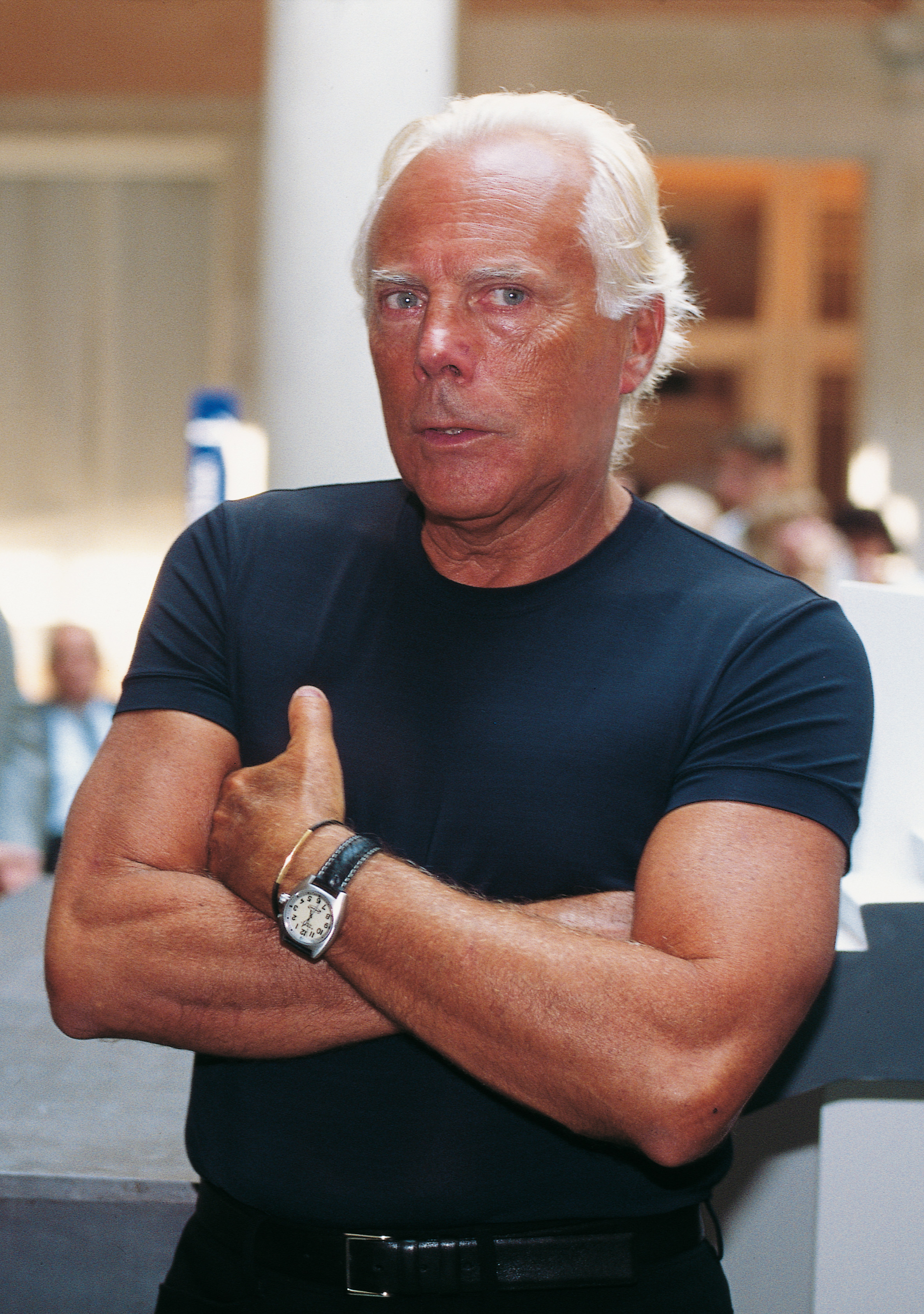
Giorgio Armani 1997-ben

Giorgio Armani (IPA: [ˈdʒordʒo arˈmaːni]) (Piacenza, 1934. július 11. –) olasz divattervező. Stílusát letisztult, testreszabott formavilág jellemzi. Armani nevű vállalatát 1975-ben hozta létre, 2001-re a világ legsikeresebb olasz származású designerének tartották. 2017-ben éves árbevétele 1,6 milliárd dollár volt, míg személyes vagyona 8,1 milliárd dollárt tett ki. Armanit a vörösszőnyeges divat egyik úttörőjének is gondolják.

## Élete és pályafutása
Észak-Olaszországban, Piacenzában nőtt fel két testvérével. Két évig orvosi tanulmányokat folytatott, majd 1957-ben Milánóba költözött, ahol egy divatüzlet kirakatrendezőjeként kezdett el dolgozni. Ezt követően a milánói La Rinascente áruház férfidivat-osztályának beszerzőjeként dolgozott.
1961–1970 között a Nino Cerruti, majd az Ungaro és a Zegna divatházaknak dolgozott. 1975-ben párja, Sergio Galeotti építész bátorítására született meg a Giorgio Armani férfidivatmárka, amit a női részleg követett.
Később a kiegészítők piacán is megjelent, így ma létezik Armani-fehérnemű, -napszemüveg, -fürdőruha, -gyermekruházat és -ékszer.
Több hollywoodi film látványvilágához járult hozzá (pl. American Gigolo, Richard Gere filmje; vagy a jelmeztervezés terén az Aki legyőzte Al Caponét Kevin Costnerrel, Sean Conneryvel és Robert De Niróval) és számos hírességet öltöztet.
Vállalkozásai értékét 2021-ben 8,8 milliárd dollárra becsülte a Forbes.

## Magánélete
Armani rendkívül zárkózott ember, de egy Vanity Fairnek adott interjúban elmondta, hogy voltak kapcsolatai férfiakkal és nőkkel egyaránt. 
Hosszú ideig párkapcsolatban élt üzlettársával, a divattervező Sergio Galeottival, aki olasz építész és üzletember volt, és aki leginkább Giorgio Armani üzleti és személyes partnerének szerepében vált ismertté. A 70-es évek elején találkoztak, és hamarosan szoros szakmai és érzelmi kapcsolat alakult ki köztük. Galeotti felismerte Armani tehetségét és ösztönözte, hogy saját márkát indítson. 1975-ben együtt alapították meg a Giorgio Armani céget, amelynek üzleti irányításában és terjeszkedésében Galeotti kulcsszerepet játszott. Galeotti volt az, aki a háttérből menedzselte a márka üzleti oldalát és segített Armaninak a kreatív munkára összpontosítani, így nagyban hozzájárult ahhoz, hogy a Giorgio Armani név világszerte ismertté és sikeressé vált. 1985-ben, mindössze 40 évesen, szívrohamban hunyt el.
Néhány rokona az Egyesült Államokban él. Családja szerint ideje nagy részét több mint 60 méter (200 láb) hosszú jachtján tölti, és szenvedélyesen szeret vitorlázni.

## Elismerései
- 1997, 2009 Bambi-díj[11]
- 2006 GQ Man Of The Year

## Magyarul megjelent művei
- Giorgio Armani szerint a hülyék sosem elegánsak; szerk. Paola Pollo, bev. Adriana Mulassano, ford. Magyarósi Gizella; Európa, Bp., 2016